# Acropteris iphiata
Espèce
Acropteris iphiata est une espèce de lépidoptères (papillons) asiatiques de la famille des Uraniidae.

## Biologie
La chenille de cette espèce vit sur diverses asclépiadacées des genres Cynanchum, Metaplexis et Tylophora.

## Répartition
Cette espèce est originaire d'Asie : on la trouve notamment en Inde, en Birmanie, en Malaisie, en Chine, au Japon et en Corée.